# Crabro scutellatus
Crabro scutellatus är en stekelart som först beskrevs av Joachim Scheven 1781.  Crabro scutellatus ingår i släktet Crabro, och familjen Crabronidae. Arten är reproducerande i Sverige.

## Bildgalleri

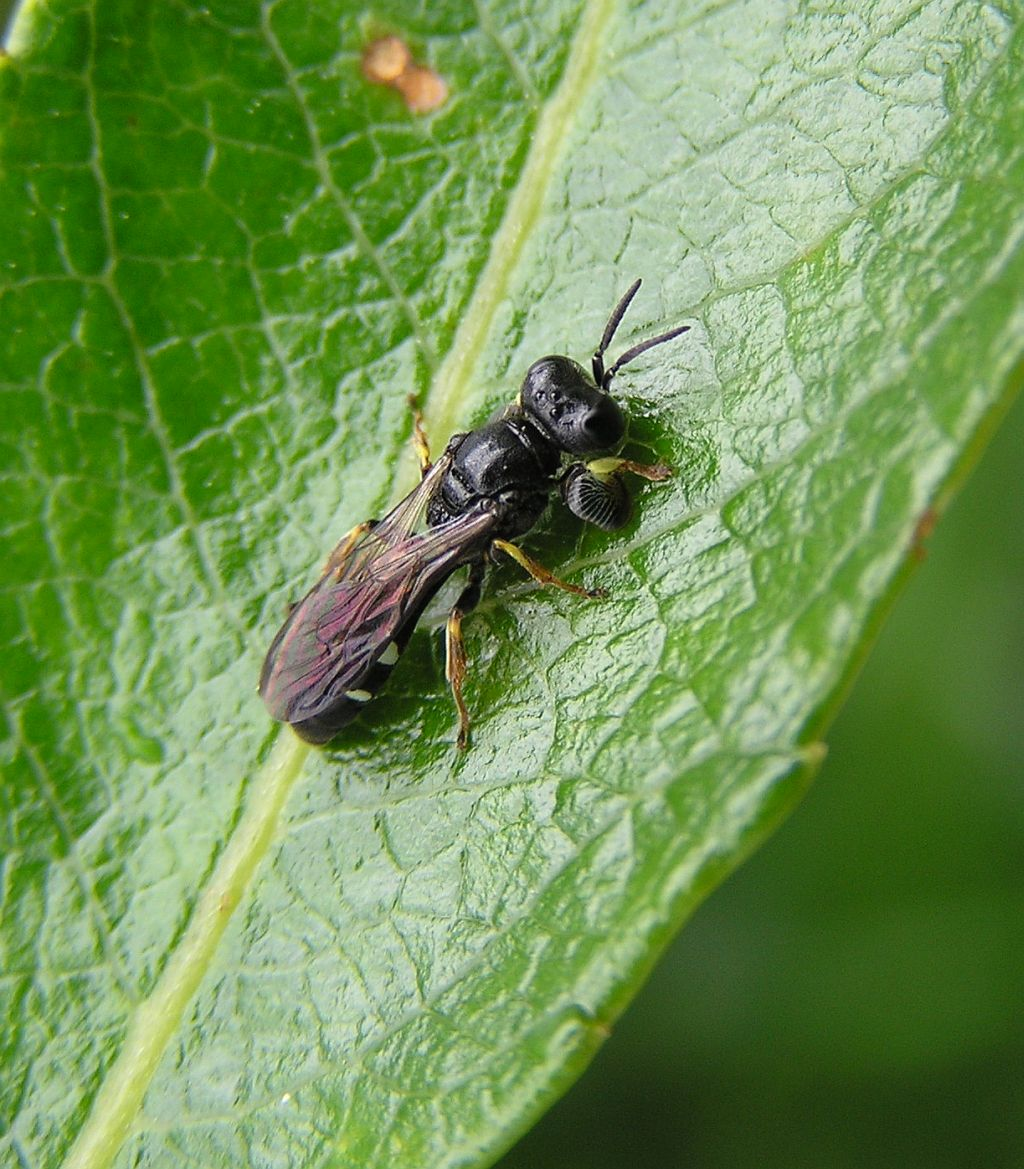
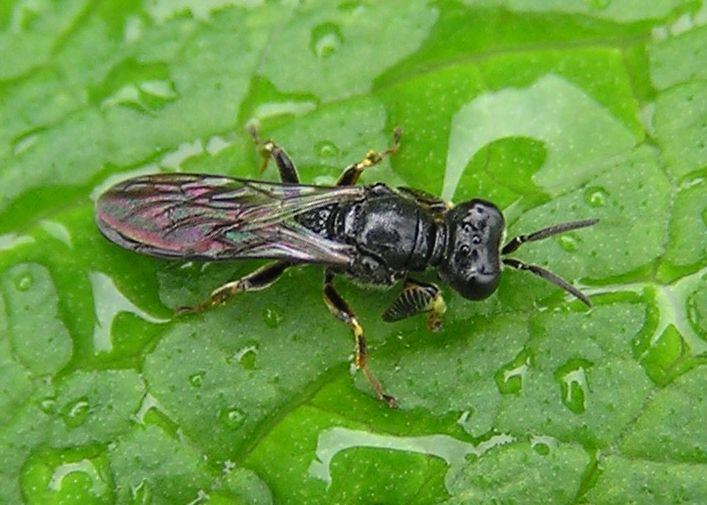